# ГШ-30-1

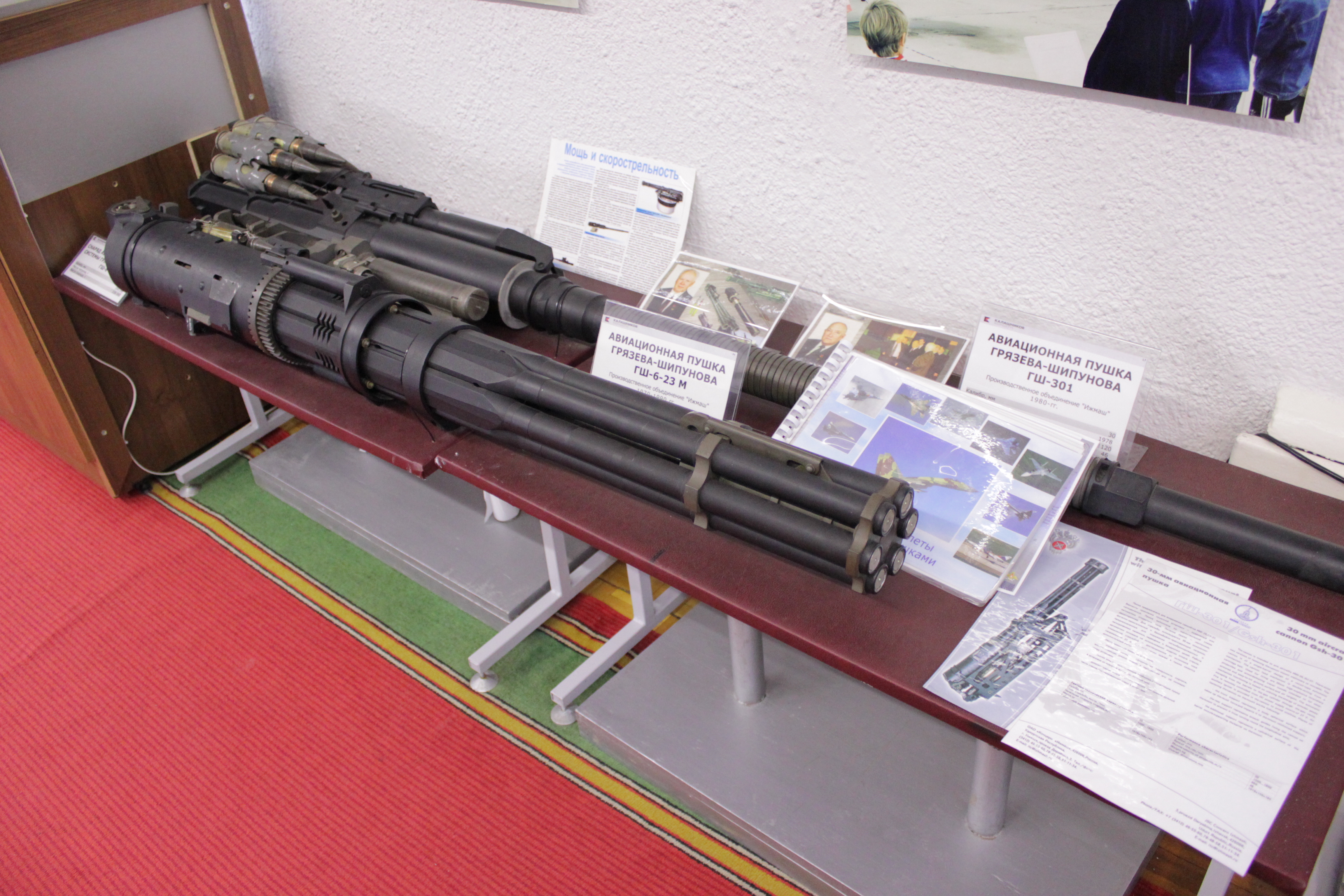
Пушки ГШ-301 и ГШ-6-23-М в музее Ижмаша

ГШ-30-1 (Грязева — Шипунова 30 мм, один ствол, ТКБ-687, Индекс УВ ВВС — 9-A-4071K) — авиационная пушка, предназначенная для оснащения истребителей (МиГ-29, МиГ-35, Су-27, Су-30, Су-33, Су-27М, Су-37, Су-35, Су-47, Су-57), фронтовых бомбардировщиков (Су-34), штурмовиков (Ил-102), самолётов вертикального взлёта и посадки (Як-141).
Пушка разработана в ГУП «Конструкторское бюро приборостроения» (г. Тула) под руководством В. П. Грязева и А. Г. Шипунова и поступила на вооружение в начале 1980-х годов. Производством пушки ГШ-30-1 занимается ОАО «Ижевский машиностроительный завод». Двуствольная модификация носила индекс ГШ-30-2 и применялась на самолётах-штурмовиках.

## Описание
Автоматика пушки действует по принципу использования энергии отдачи при коротком ходе ствола. Питание пушки — ленточное, двухстороннее.
Для комплектации 30×165 мм патронных лент используются стальные звенья 9-Н-623, патроны 9-А-4002 c осколочно-фугасно-зажигательными снарядами и патроны 9-А-4511 с бронебойно-трассирующими снарядами, предназначенные для поражения легкобронированных и легкоуязвимых наземных, надводных и воздушных целей.
Максимальная дальность стрельбы орудия по воздушным целям составляет от 200 до 800 м, по надводным и наземным целям — от 1200 до 1800 м.
ГШ-30-1 — это первая серийная советская авиационная пушка, имеющая жидкостное охлаждение. В кожухе пушки находится вода объёмом 700 см³ (0.7 л). В процессе стрельбы при нагревании ствола вода превращается в пар. Пар проходит по винтовой проточке на стволе, охлаждая его, а затем выходит наружу.
Управление стрельбой — дистанционное от источника тока напряжением 27 В (патроны имеют электрический капсюль-воспламенитель).
Работа автоматики пушки обеспечивается за счёт использования энергии отката ствола.
Устранение осечек осуществляется при помощи дополнительного запала 9-ЕМ-623. При его срабатывании гильза осечного патрона пробивается специальным бойком, происходит воспламенение пороха патрона, что вызывает выстрел.

### Крепление
Производителем предусмотрены как подвижные, так и неподвижные варианты крепления пушки. Места крепления пушки на установке:
- передняя опора — сферическая поверхность корпуса, воспринимающая усилие отдачи и передающая его на силовую опору установки;
- задняя опора — направляющие казённика, фиксирующие пушку в установке от поворота вокруг продольной оси;
- дополнительная опора — цилиндрическая поверхность дульной части ствола, поддерживающая ствол в установке.